# Lakka

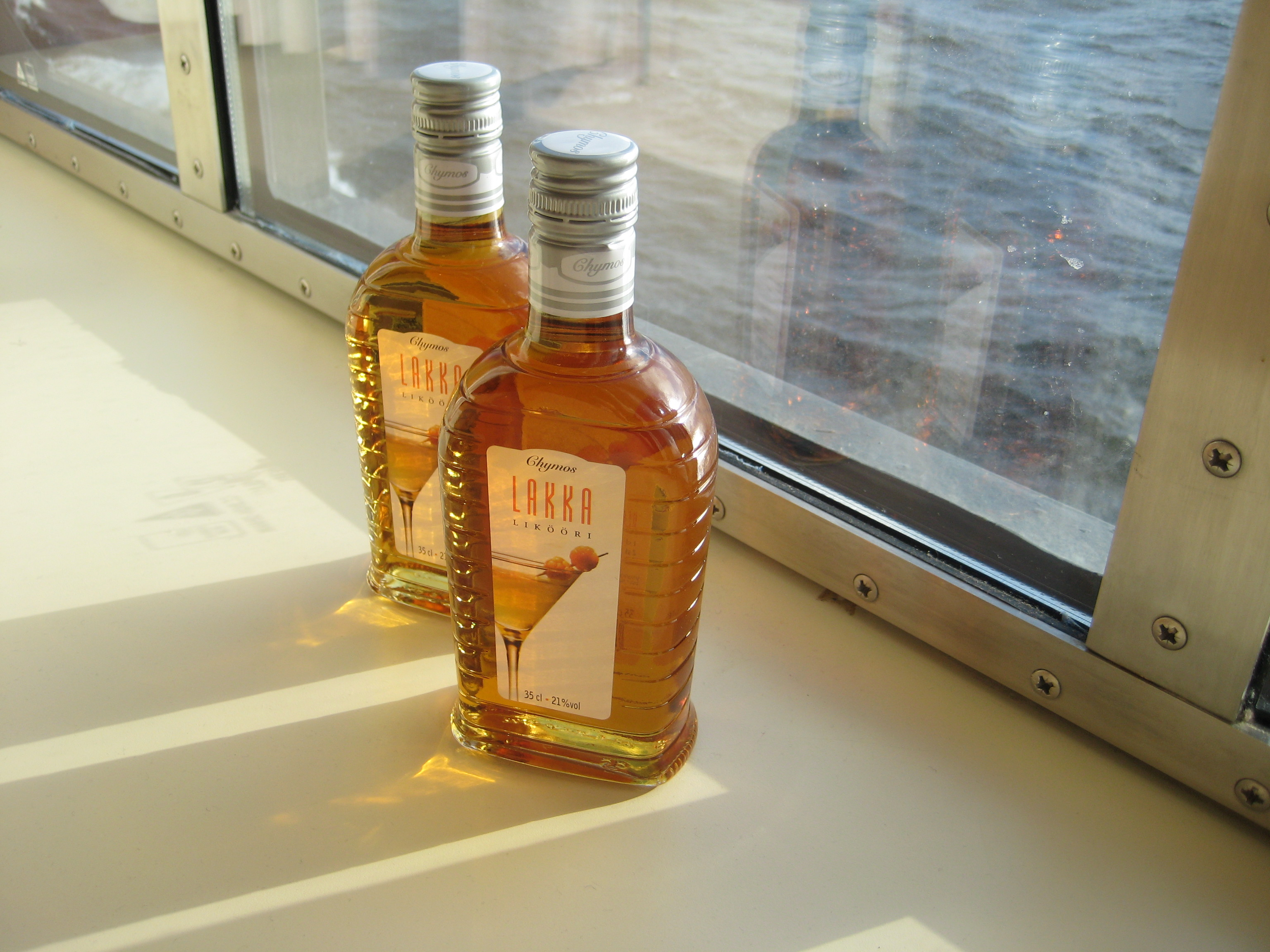
Lakka

Lakka (auch Suomuurain-Likör und Lakkalikööri ) ist der Name einer Spirituose aus Finnland.
Lakka gehört neben Minttu zu den bekanntesten Spirituosen aus Finnland. Es handelt sich um einen Likör aus Moltebeeren, finnisch Lakka mit ca. 21 %vol Alkohol. Die Beeren werden zwischen zwei und sechs Monaten vor der Weiterverarbeitung in Alkohol eingelegt. Der Likör wird meist pur oder im Kaffee getrunken. Produziert wird Lakka zum einen vom Unternehmen V&S Finland, einer Tochtergesellschaft der V&S Group, zum anderen vom Familienunternehmen Lignell & Piispanen, die zudem Wein aus Lakkabeeren produzieren.